# Jan Jerzy III Wettyn
Jan Jerzy III Wettyn zwany Saksońskim Marsem (ur. 20 czerwca 1647 w Dreźnie, zm. 12 września 1691 w Tybindze) – książę elektor Saksonii w latach 1680–1691.

## Życiorys
Pochodził z albertyńskiej linii Wettynów. Był synem Jana Jerzego II Wettyna i Magdaleny Sybilli Hohenzollern.
Był utalentowanym dowódcą. W latach 1673–1678 uczestniczył w działaniach wojennych przeciwko Francji w Niderlandach. Po śmierci ojca w 1680 roku objął rządy w Saksonii. Kontynuował politykę wzmacniania władzy książęcej i wprowadzenia monarchii absolutnej. Doprowadził do utworzenia stałej armii saskiej. Kontynuował przebudowę Drezna w stylu barokowym.
W 1681 roku zawarł sojusz z Brandenburgią skierowany przeciwko polityce Ludwika XIV w Rzeszy. Zacieśnił współpracę z cesarzem Leopoldem I Habsburgiem, którego wsparł militarnie podczas wojny z Turcją.
Brał udział na czele 10-tysięcznego korpusu wojska saskiego w bitwie pod Wiedniem w 1683 roku. Jako luteranin zmienił hasło bojowe połączonych sił cesarstwa z Maryja pomocą na Jezus i Maryja pomocą. Zdobycie przez Sasów w obozie tureckim zapasów kawy, przyczyniło się do otwarcia pierwszych kawiarni w Dreźnie i Lipsku. W 1688 roku posiłkował cesarza Leopolda I Habsburga w ramach Ligi Augsburskiej w wojnie przeciwko Francji. Początkowo dowodził armią Renu, później został awansowany na głównodowodzącego armią Rzeszy.
Zmarł podczas kampanii wojennej w Tybindze jako ofiara zarazy. Pochowany został w kościele św. Marii we Freibergu.
W 1666 roku poślubił w Kopenhadze Annę Zofię Oldenburg, córkę króla Danii Fryderyka III Oldenburga. Miał z nią dwóch synów:
- Jana Jerzego IV Wettyna – elektora Saksonii w latach 1691–1694.
- Fryderyka Augusta I Wettyna (Augusta II Mocnego) – elektora Saksonii w latach 1694–1733 i króla Polski w latach 1697–1733.